# メアリーズ・ピーク
メアリーズ・ピーク (Marys Peak) はアメリカ合衆国オレゴン州ベントン郡の山。フィロマスのちょうど南西に位置する。オレゴン・コースト山脈において最も高い山であると同時に、ベントン郡全体でも最も高所となる。また、州全体では11位である。
晴れた日の山頂から東・北東・南東を向くと、ウィラメットバレーの都市や郊外とカスケード山脈が望め、西側からは太平洋を見ることができる。
メアリーズ・ピークへと向かう道は冬期においても開通している。森林局は2010年から2011年にかけての冬に、山頂への移動が容易になるようにゲートを開いたままにすると発表した。この道は十分に整備されていないため、冬期においての自動車での登坂では4WDまたは、4本のタイヤにチェーンを履くことが必要とされる。

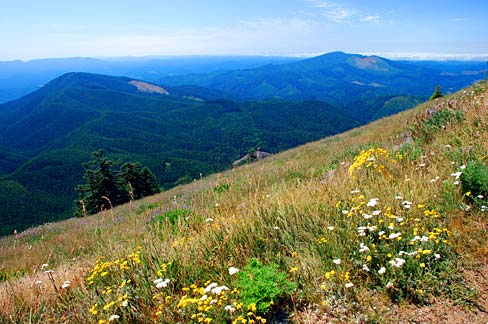
メアリーズ・ピークの牧草地からの眺め